# 상봉역 칼부림 사건
상봉역 칼부림 사건은 2023년 9월 22일 서울특별시 중랑구 상봉동에서 칼부림으로 시민 1명이 다친 사건이다.